# Karine Thomas
Pour les articles homonymes, voir Karine Thomas.
Karine Thomas (née le 14 janvier 1989 à Hull) est une sportive québécoise et une athlète olympique pratiquant la nage (ou natation) synchronisée. Elle a participé aux Jeux olympiques d'été de 2012 à Londres et aux Jeux olympiques d'été de 2016 à Rio de Janeiro.

## Biographie

### Origines familiales
Ses parents se nomment Ian Thomas et Martine Valin. Elle a un frère cadet, Jean-Philippe. Ses deux parents ont fait partie de l’équipe nationale de water-polo. Son père a raté l’occasion de participer aux Jeux olympiques de 1980 à Moscou en raison du boycottage par l’équipe canadienne. Sa grand-mère, Esther Blais-Valin, était nageuse synchronisée dans les années 1940-1950.

### Début
Elle a vu un numéro de nage synchronisée pour la première fois à la télévision à l’occasion des Jeux olympiques de 1996 à Atlanta; elle a été intriguée par la beauté, la grâce, les costumes et le maquillage des nageuses. Elle a commencé la nage synchronisée à l’âge de 10 ans. Elle a ensuite déménagé à Montréal en 2003, à l’âge de 14 ans, pour s’entraîner dans un club d’élite.

### Carrière
Karine Thomas a participé aux Jeux olympiques de 2012 qui avait lieu à Londres. L’équipe a alors raté le podium de peu en terminant quatrième. Après avoir participé aux Championnats du monde juniors en 2006, Karine s’est jointe à l’équipe nationale en 2007 et a fait ses débuts aux Championnats du monde de la FINA au cours de la même année. Elle a aidé l’équipe à se placer quatrième aux deux Championnats du monde suivants. Elle a également été membre de l’équipe qui a remporté l’or aux Jeux panaméricains de 2011. Après beaucoup de roulement au sein de l’équipe nationale à la suite de Londres 2012, Karine a commencé la compétition en duo en 2013.
Le 11 juillet 2015, lors des jeux panaméricains de 2015 à Toronto, Karine et sa coéquipière Jacqueline Simoneau raflent la médaille d'or en duo et une seconde avec l'équipe. Elle réussit, elle et son équipe, à se qualifier aux Jeux olympiques d'été de 2016 à Rio de Janeiro. Karine Thomas figure au générique du documentaire Parfaites sortie en 2016.

### Retraite
Le 26 mai 2017, elle annonce publiquement sa retraite comme nageuse synchronisée. Karine achevait sa carrière après avoir récolté une dernière médaille internationale (médaille d'argent) avec Jacqueline Simoneau en avril, à Tokyo.